# 低頭族

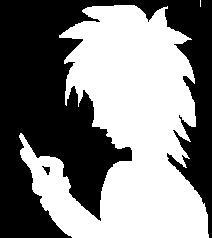
低頭族意想圖

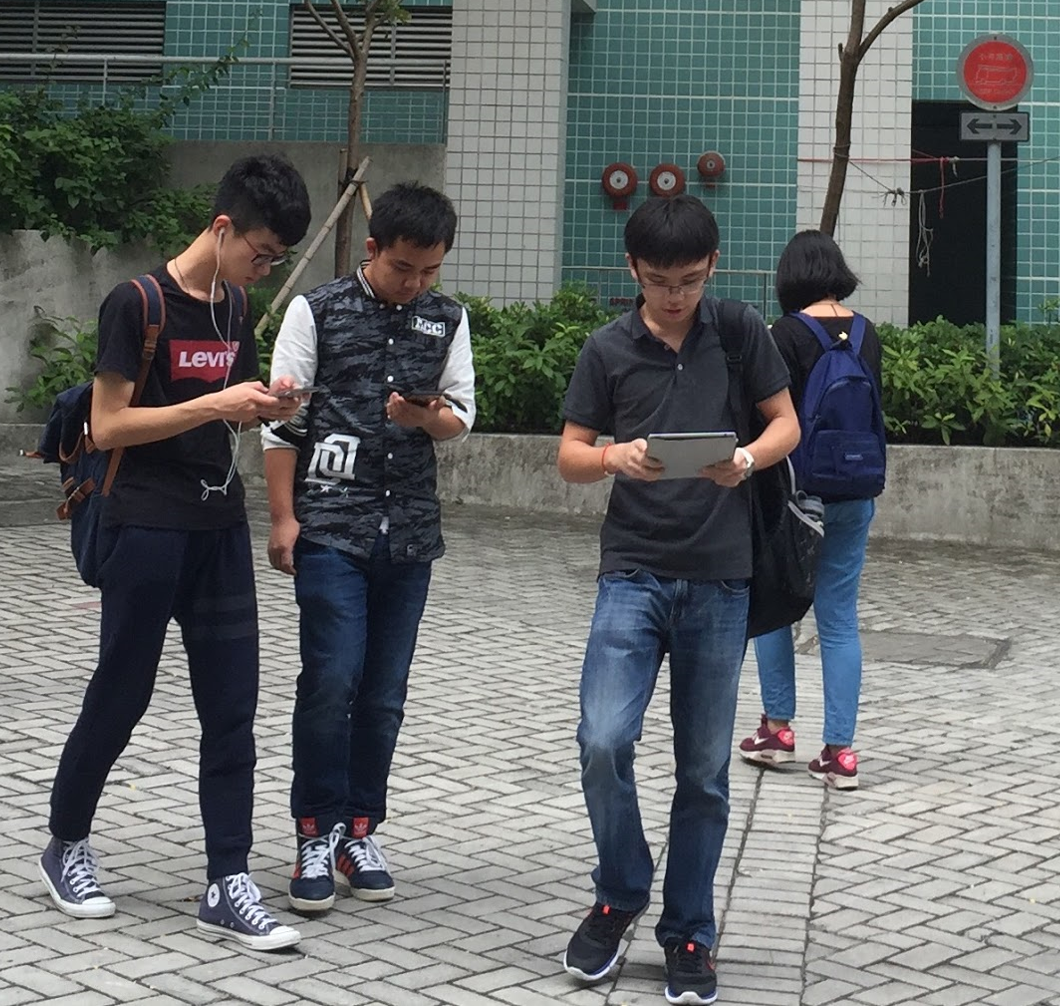
香港城市大学的一群“低头族”。

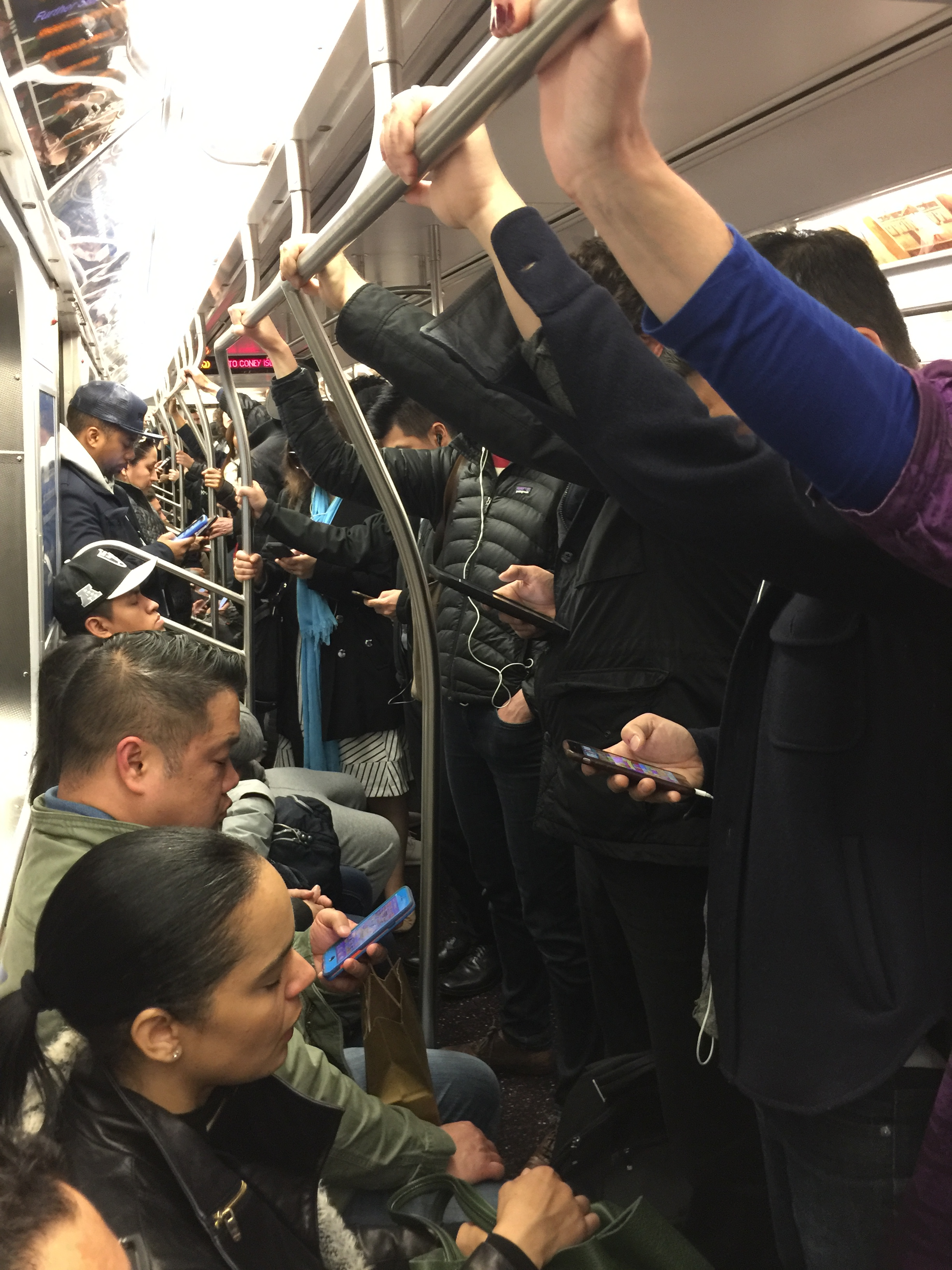
紐約地鐵Q線列車裡的一群「低頭族」乘客。

低頭族 （或稱為拇指族、猿人族），是指一些隨時隨地長時間低着頭使用智能手機、平板電腦或其他行動裝置（如MP3機），經常機不離手的人。低頭族不管在任何場合（如乘車、排隊、步行） ，或與甚麼人一起（如與朋友共膳），都拿着電子設備低着頭玩遊戲、透過社交網站或即时通讯與人交談、看视频、瀏覽網站等，而甚少與身邊的人面對面溝通，即使偶然與身邊人交談，也只會用一些極簡短的說話，如「OK」、「好的」等，而大部分時間都專注在手中的電子設備屏幕上，造成上癮的現象，并且對眼睛也造成了額外的壓力，容易導致眼睛疾病。
嚴重低頭症的病患可失去將頭部保持直立，後頸頸肌肉無力支持頭頸的重量。如果病患的神經系統，生理代謝，肌肉組織和營養導致不良疾病，可以使得一般姿勢不好的低頭族變成臨床嚴重的頭跌落綜合症。

## 台灣
在台灣，為遏止汽車、摩托車駕駛變成「低頭族」，中華民國行政院修定道路交通管理處罰條例：

### 第31-1條
|  | 汽車駕駛人於行駛道路時，以手持方式使用行動電話、電腦或其他相類功 能裝置進行撥接、通話、數據通訊或其他有礙駕駛安全之行為者，將處新臺幣三千元罰鍰。 |

|  | 機車駕駛人行駛於道路時，以手持方式使用行動電話、電腦或其他相類功 能裝置進行撥接、通話、數據通訊或其他有礙駕駛安全之行為者，將處新臺幣一千元罰鍰。 |

## 香港
在香港，各處地方都可以發現「低頭族」的蹤影，其中港鐵上有最多「低頭族」。在社交、聚會和在餐廳用餐時人們各自各玩手機，只出現少許溝通甚至「零溝通」的尷尬場面。有網友認為港鐵車廂擠迫，如果不做「低頭族」，把焦點集中到自己的手機上，便會出現面對面近距互望的尷尬情形。

## 中國大陸
河南省南阳市一名少年连续玩手机逾七个小时，长时间压迫脊髓导致神经功能丧失，险些下肢瘫痪。医生表示，长时间玩手机、上网是胸椎管脊髓硬膜外血肿（Thoracic Spinal Epidural Hematoma）的主要诱因。